# Симо
Сімо (фін. Simo) — громада у Фінляндії, в провінції Лапландія. Площа становить 2085 км². 

## Географічне положення
Громада розташована поблизу Ботнічної затоки Балтійського моря, в гирлі річки Сімойокі, за 50 кілометрів від кордону зі Швецією. Узбережжя Ботнічної затоки досить сильно порізане і являє собою чергування невеликих напівострівців і заток. Крім того, вздовж узбережжя розкинулося понад 50 островів, найбільшими з яких є Тіуранен і Монтайа. Інші острови: Галттарі, Гаагка, Гяркялетто, Лайтакарі, Лейпяреет, Лісабон, Мьоюлю, Паскалетто, Пірттсаарі, Райалето, Саапаскарі, Тюнттюріт, Юксківі і ін. 

## Природа
Через зміни клімату у Фінляндії,  у 2014 в Симо був відзначений перший випадок захворювання на кліщовий енцефаліт, що з'явився в цьому регіоні через укус енцефалітного кліща . 

## Адміністративна структура
Села громади включають: Аланіемі, Асемакюля, Гамар, Карісуванто, Максніемі, Мата, Онкалонперя, Пьойо, Сімонкюля, Сімоніемі, Сойкко, Тайнійокі, Тайнініемі, Віантіє і Улікярппя. 
З визначних пам'яток громади варто відзначити місцеву церкву, будівництво якої було завершене у 1846 році. 

## Населення
Населення за даними на 2012 року — 3444 людини; за даними на 2000 рік — 3891 осіб. Щільність населення — 2,38 чол/км². Фінська мова є рідною для 99,5% населення громади; шведська мова — для 0,1%; інші мови — для 0,4%. Особи віком до 15 років становлять 17,9% населення Симо; особи старше 65 років — 20,9%. 

### Відомі уродженці і жителі
У Симо народилися Мартті Міеттунен (фінський політичний діяч і прем'єр-міністр Фінляндії в 1961— 1962, 1975 — 1977), а також Вейкко Гуовінен (відомий фінський письменник) і відомий лінгвіст-тюрколог Арво Рясянен. 

## Галерея

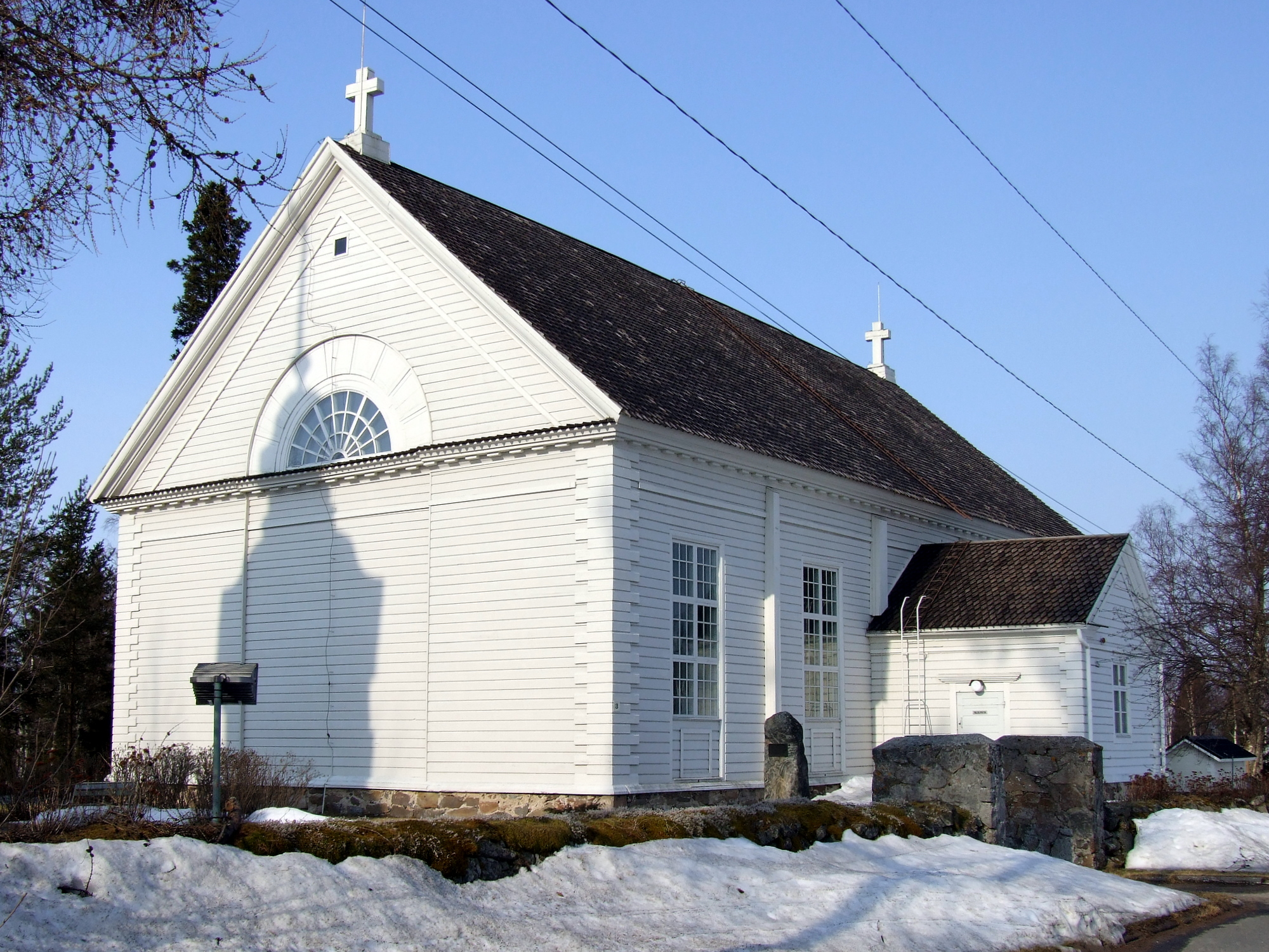
Церква в Симо
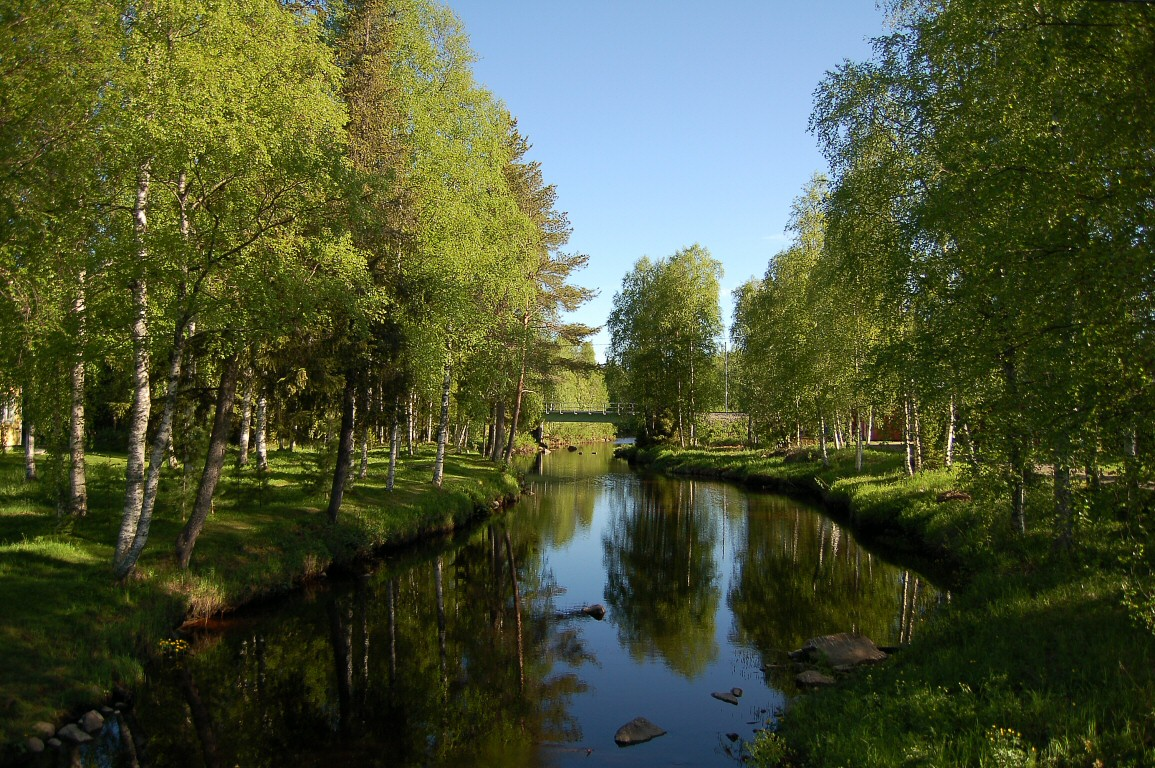
річка Віантіейокі
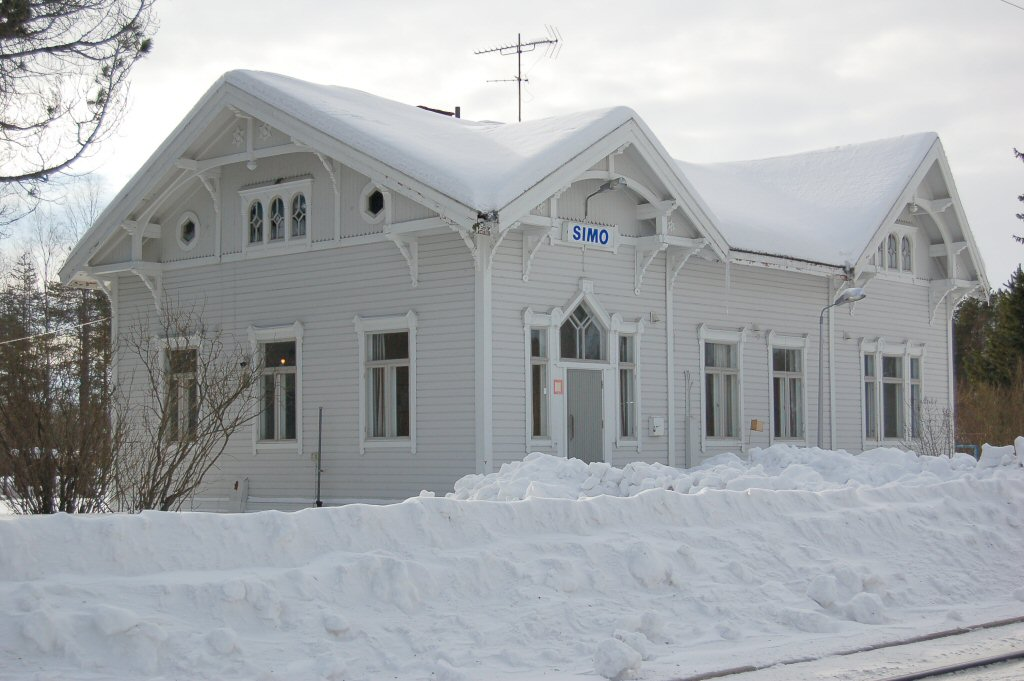
Залізнична станція Симо
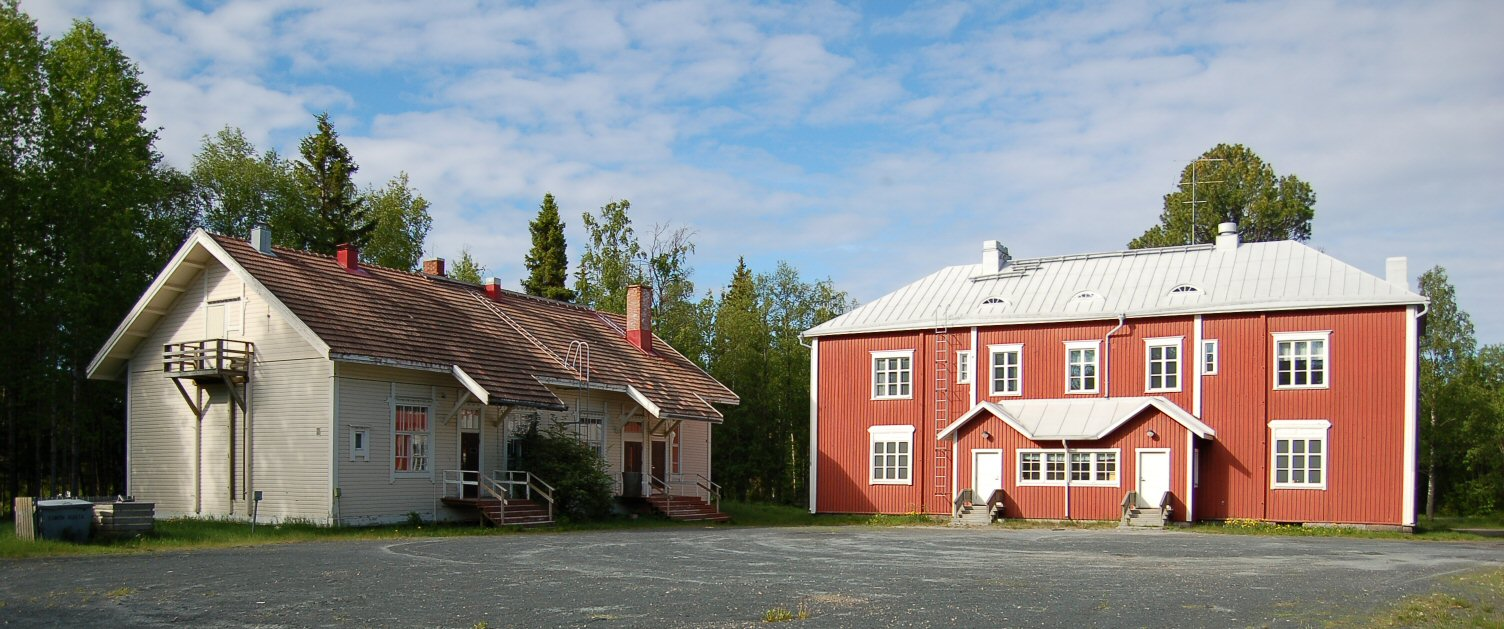
Школа в Сімонкюля